# Montañismo en México

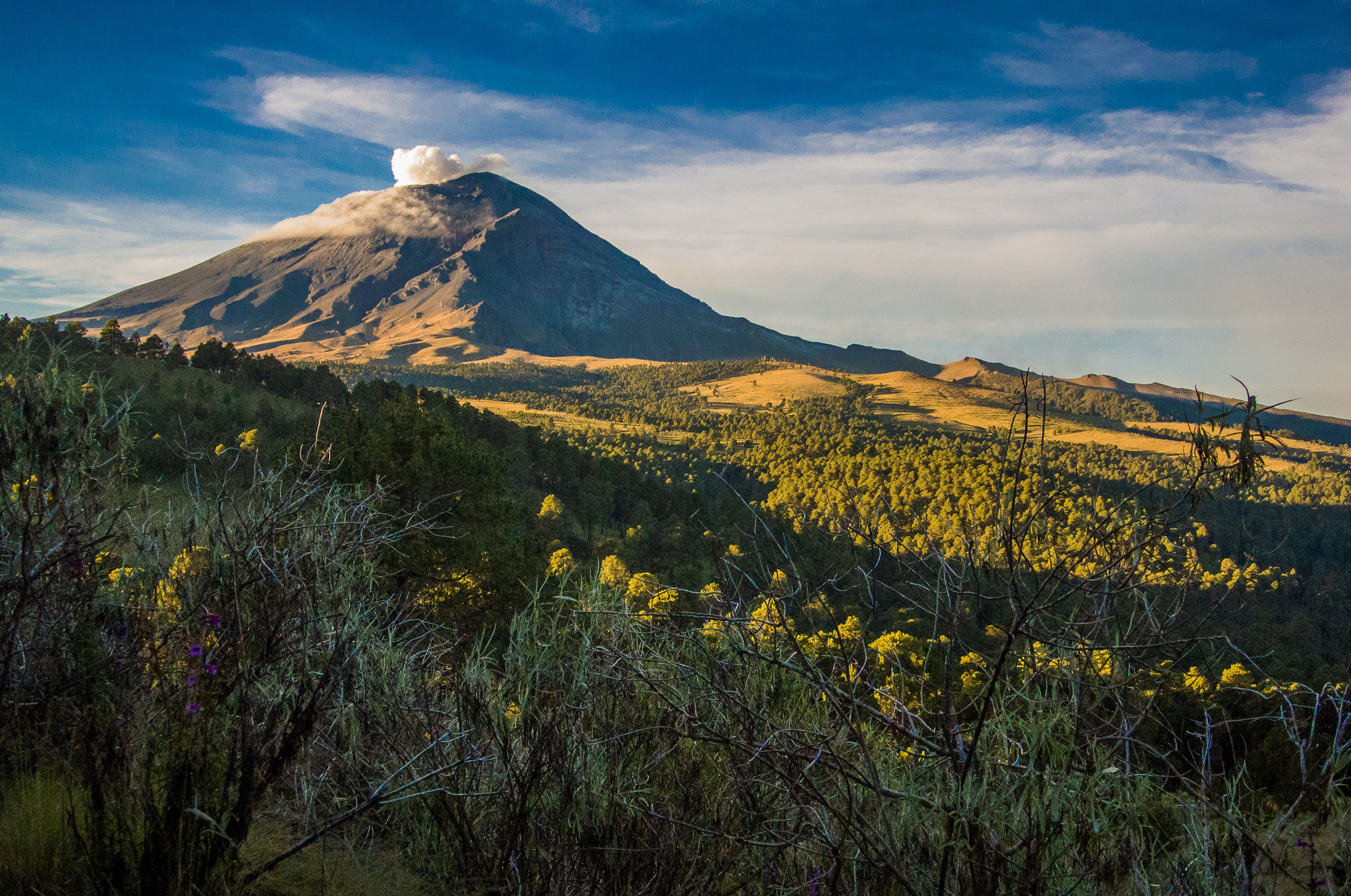
Popocatépetl desde el Iztaccíhuatl, México.

El montañismo en México puede remontarse a los tiempos prehispánicos a partir del descubrimiento de piezas ceremoniales tanto en la cumbre del Popocatépetl como del Iztaccíhuatl, así como de registros encontrados desde el año 3 caña (1289).
A pesar de esto, en México hay registro de actividad de montañismo organizado desde la década de 1920 con la fundación de varios clubes de montaña hoy en día tradicionales, como el Club Citlaltépetl, desde 1924; el Club Exploraciones de México, desde 1922, y el Club de Exploraciones Motolinia, entre otros.[cita requerida]

## Socorro Alpino de México
El 10 de diciembre de 1946, la Asociación de Excursionismo del Distrito Federal convocó a una asamblea general extraordinaria a todo el conglomerado excursionista en el Centro Social Oaxaqueño, ubicado en la calle de República del Salvador #73 en la Ciudad de México, D.F., para fundar el Socorro Alpino de México. A las 22:00 horas, quedó constituido, acordado por 40 clubes de montaña federados y libres.[cita requerida]

## Récord de expediciones internacionales

### Registro de ascenso en los Andes
| Montaña                | Altitud  | Fecha | Expedición             | Resultado             | Integrantes | Integrantes en cumbre | Observaciones |
| ---------------------- | -------- | ----- | ---------------------- | --------------------- | --- | --- | --- |
| Aconcagua              | 6960,8 m | 1948  | Internacional          | Cumbre                | Raymundo Luna Rangel, Adolfo G. Soto, Antonio Velázquez y Roberto García Juárez, Daniel Riolobos (argentino) y Alejandro Fergadiott (chileno) | Raymundo Luna Rangel, Adolfo G. Soto, Antonio Velázquez y Roberto García Juárez                                                                                                   | Primera ascensión mexicana |
| Aconcagua              | 6960,8 m | 1956  | Mexicana               | Intento               | Roberto Mangas y otros | | |
| Aconcagua              | 6960,8 m | 1974  | Internacional          | Cumbre                | María Elena Flores, otros (6 poblanos, 2 chilenos) | María Elena Flores y otros | Primera mujer mexicana en la cumbre.                                                                                                   |
| Aconcagua              | 6960,8 m | 1978  | Mexicana               | Cumbre                | Padre Carlos Zezati, José Luis Mier Torres, Fernando Ozorno, Carlos Solano, Mario Solano, Federico Urquíjo, Luis Torres Serranía, Luis Torres de Ita, y Víctor Mario Saloma Robles. | Víctor Mario Saloma Robles. | Conmemorativa del Padre Fernando de la Mora                                                                                            |
| Aconcagua              | 6960,8 m | 1985  | Mexicana               | Cumbre                | | Carlos Carsolio | |
| Aconcagua              | 6960,8 m | 1991  |                        | Cumbre                | | María del Carmen Peña Monroy | |
| Aconcagua              | 6960,8 m | 1993  |                        | Cumbre                | | Karla Wheelock | |
| Aconcagua              | 6960,8 m | 2012  |                        |                       | | | |
| Aconcagua              | 6960,8 m | 2015  | Internacional          | Cumbre                | | | |
| Aconcagua              | 6960,8 m | 2018  | Cumbre                 | Sol                   | | | |
| Aconcagua              | 6960,8 m |       |                        |                       | | | |
| Cerro Mercedario       | 6770 m   |       |                        |                       | | | |
| Monte Pissis           | 6795 m   |       |                        |                       | | | |
| Nevado Huascarán       | 6768 m   | 1953  | Mexicana               | Cumbre sur            | Eduardo San Vicente y Marcelo Villavicencio | Eduardo San Vicente y Marcelo Villavicencio | |
| Nevado Huascarán       | 6768 m   | 1973  | Mexicana               | Cumbre norte          | Jefe de la expedición: Vicente Hinojosa Alcalá, Subjefe: Guillermo Díaz, Gustavo Villalobos, Antonio Rivera, Antonio Sosa, Antonio Carmona, Julián Torres, Jorge Rodea, Andrés Méndez, Raúl Bárcena y Samuel Díaz Miranda. | Raúl Bárcena, Guillermo Díaz, Antonio Carmona y Vicente Hinojosa | Primera ascensión mexicana cumbre norte. 3 de agosto de 1973.                                                                          |
| Nevado Huascarán       | 6768 m   | 1974  | Mexicana               | Cumbre norte          | José Luis González, Vicente Hinojosa Alcalá, Samuel Díaz Miranda. | José Luis González, Vicente Hinojosa Alcalá | |
| Nevado Huascarán       | 6768 m   | 1975  | Mexicana femenil       | Cumbre norte          | Alicia Jiménez, Dolores Noria, Mercedes Paredes, María Elena Flores, Sofía ?? y otras | Dolores Noria, Mercedes Paredes, María Elena Flores, Sofía ?? | Primera expedición femenil mexicana |
| Nevado Huascarán       | 6768 m   | 1981  | Mexicana               | Cumbre                | José Luis González, Nabor Castillo, Antonio Carmona, Guillermo Álvarez del Castillo, Jesús Álvares del Castillo, Vicente Hinojosa Alcalá | | Primera ascensión mexicana |
| Nevado Huascarán       | 6768 m   | 2005  | Club Alpino Mexicano   | Cumbre                | | | |
| Nevado Huascarán       | 6768 m   | 2017  | Mexicana               | Cumbre Sur            | Jefe de expedición: Javier Quetzacoatl Rivera Ayala, integrantes: José Antonio Vázquez de la Cruz, Pedro Israel Rodríguez Pérez, Hugo Velázquez Montes, Aída Gabriela Orea Helguera, Raúl Becerril Vázquez, Omar Sadot Carrizosa Méndez, José Manuel Castillo Alanis, Josué Daniel Castillo Cruz, Omar Aldebaran González Coronado, Jaime Alberto Gutiérrez Huerta, Erika Reyes Pérez, Julio Zacatzi Martínez. | Julio Zacatzi Matínez, Omar Sadot Carrizosa Méndez, Omar Aldebaran González Coronado.                                                                                             | Expedición UNAM. |
| Chopicalqui            | 6354 m   | 1973  | Mexicana               | Intento               | Jefe de la expedición: Vicente Hinojosa Alcalá, Subjefe: Guillermo Díaz, Gustavo Villalobos, Antonio Rivera, Antonio Sosa, Antonio Carmona, Julián Torres, Jorge Rodea, Andrés Méndez, Raúl Bárcena y Samuel Díaz Miranda. | | Intento hasta 6100 m., Ruta: suroeste                                                                                                  |
| Chopicalqui            | 6354 m   |       |                        |                       | | | |
| Nevado Ojos del Salado | 6891 m   | 2010  | Club Alpino Mexicano   | Cumbre                | Ana María Espinoza, José Martines Soto | | |
| Nevado Sajama          | 6542 m   | 2017  | Grupo Montañista Colli | Cumbre                | Coordinador de la expedición: Héctor Enrique Macias Macias. Integrantes: Marcos González Cisneros, Luis Bernardino Vega Flores, Luis Julián «Luju» Manzanares Rubio, Jesús Vázquez Carrillo, Valentín Velázquez Herrera, Amanda Meza Luna. | Luis Bernardino Vega Flores, Marcos González Cisneros, Luis Julián «Luju» Manzanares Rubio                                                                                        | Primera expedición Jalisciense a la Cordillera Occidental                                                                              |
| Nevado Tres Cruces     | 6758 m   |       |                        |                       | | | |
| Pisco                  | 5752 m   | 1973  | Mexicana               | Cumbre                | Jefe de la expedición: Guillermo Díaz, Andrés Méndez, Antonio Carmona, Samuel Díaz Miranda. | Guillermo Díaz, Andrés Méndez, Antonio Carmona, Samuel Díaz | |
| Pisco                  | 5752 m   | 2005  | Club Alpino Mexicano   | Cumbre                | | Sofía, Heriberto, Jorge, los «Pepes» Cedillo y Salas y Rosalía | |
| Pisco                  | 5752 m   | 2018  | Mexicana               | Cumbre                | Sol Castro Serrano | Sol Castro Serrano | |
| Volcán Incahuasi       | 6638 m   |       |                        |                       | | | |
| Volcán Llullaillaco    | 6739 m   |       |                        |                       | | | |
| Volcán Walther Penck   | 6658 m   |       |                        |                       | | | |
| Alpamayo               | 5947 m   | 1966  | Mexicana               | Intento               | Santos Castro y otros | | |
| Alpamayo               | 5947 m   | 1975  | Mexicana               | Intento               | Vicente Hinojosa, Samuel Díaz Miranda y otros | | |
| Alpamayo               | 5947 m   | 1976  | Mexicana               | Cumbre norte          | Nabor Castillo, Antonio Carmona, Vicente Hinojosa. | | Primera ascensión mexicana y primera expedición latinoamericana, estilo alpino. Julio de 1973.                                         |
| Alpamayo               | 5947 m   | 1990  |                        | Cara suroeste         | | Juan Carlos Gavilanes Ruiz | |
| Yanapaccha             | 5460 m   | 2018  | Mexicana               | Cumbre                | Sol Castro Serrano | Sol Castro Serrano | |
| Yerupaja               | 6634 m   | 1959  | Mexicana               | Intento               | Juan Medina y otros | | |
| Yerupaja               | 6634 m   | 1979  | Mexicana               | Cumbre sur            | Nabor Castillo, Antonio Carmona, Vicente Hinojosa | | Primera ascensión mexicana 1979. |
| Yerupaja               | 6634 m   | 2005  | Club Alpino Mexicano   | Cumbre                | José Cedillo Cedillo, Heriberto Martínez García, Rosalía González Fragoso, José G. Salas Pazos y Ana Sofía Salas Sánchez | Sofía, Heriberto, Jorge, los «Pepes» Cedillo y Salas y Rosalía | Primera mujer mexicana en la cumbre.                                                                                                   |
| Condoriri              | 5648 m   | 1991  | Mexicana Independiente | Cumbre                | José Luis González, Vicente Hinojosa | José Luis González, Vicente Hinojosa | Primera ascensión mexicana 1991. |
| Condoriri              | 5648 m   | 2003  | Club Alpino Mexicano   | Cumbre                | José Salas, David Liaño, Judith Rangel, Eva Martínez, Sofía Salas, Vicente Robles, Alfredo Robles e Hilario Aguilar | José Salas, David Liaño, Judith Rangel, Eva Martínez, Sofía Salas, Vicente Robles, Alfredo Robles e Hilario Aguilar                                                               | |
| Huayna Potosí          | 6088 m   | 1991  | Mexicana independiente | Cumbre                | José Luis González, Vicente Hinojosa | José Luis González, Vicente Hinojosa | |
| Huayna Potosí          | 6088 m   | 2003  | Club Alpino Mexicano   | Cumbre                | Salvador Delgadillo, José Salas, Sofía Salas, Hilario Aguilar, Judith Rangel, Eva Martínez y David Liaño | Salvador Delgadillo, José Salas, Sofía Salas, Hilario Aguilar, Judith Rangel, Eva Martínez y David Liaño                                                                          | |
| Illimani               | 6438 m   | 1991  | Mexicana independiente | Intento hasta 6300 m. | José Luis González, Vicente Hinojosa | José Luis González, Vicente Hinojosa | |
| Pequeño Alpamayo       | 5370 m   | 2003  | Club Alpino Mexicano   | Cumbre                | José Salas, Hilario Aguilar, Eva Martínez, Judith Rangel, Sofía Salas, David Liaño, Vicente y Alfredo Robles | José Salas, Hilario Aguilar, Eva Martínez, Judith Rangel, Sofía Salas, David Liaño, Vicente y Alfredo Robles                                                                      | |
| Tarija                 | 5060 m   | 2003  | Club Alpino Mexicano   | Cumbre                | José Salas, Hilario Aguilar, Eva Martínez, Judith Rangel, Sofía Salas, David Liaño, Vicente y Alfredo Robles | José Salas, Hilario Aguilar, Eva Martínez, Judith Rangel, Sofía Salas, David Liaño, Vicente y Alfredo Robles                                                                      | |
| Chimborazo             | 6310 m   | 1972  | Mexicana               | Cumbre                | Vicente Hinojosa, Carlos Lopez Gutierrez | Vicente Hinojosa, Carlos ? | |
| Chimborazo             | 6310 m   | 2009  | Club Alpino Mexicano   | Cumbre                | Eva Martínez, Gustavo Flores, Ignacio Anaya, y Salvador Delgadillo Y Club Horizontes Nuevos Horizontes. | Rómulo, Julio y Nacho en una y Evita, Gustavo, Salvador Delgadillo. | |
| Chimborazo             | 6310 m   | 2024  | UNAM                   | Cumbre                | Edith Herrera Barrera, Mario Alberto Guerrero Reyes, Mario César Uyoa López, Mar y Sol Quevedo García, José Rafael Vargas Ramón, Omar Sadot Carrizosa Méndez y Wilfredo Sarmiento | Edith Herrera Barrera, Mario Alberto Guerrero Reyes, Mario César Uyoa López, Mar y Sol Quevedo García, José Rafael Vargas Ramón, Omar Sadot Carrizosa Méndez y Wilfredo Sarmiento | |
| Cotopaxi               | 6005 m   | 1972  | Mexicana               | Cumbre                | Vicente Hinojosa, Carlos Lopez Gutierrez | Vicente Hinojosa, Carlos Lopez Gutierrez | |
| Cotopaxi               | 6005 m   | 2009  | Club Alpino Mexicano   | Cumbre                | Eva Martínez, Gustavo Flores, Ignacio Anaya, y Salvador Delgadillo Y Club Horizontes Nuevos Horizontes. | Rómulo, Julio y Nacho en una y Evita, Gustavo, Salvador Delgadillo. | |
| Cotopaxi               | 6005 m   | 2012  | Club Alpino Mexicano   | Cumbre                | Alfredo Ordóñez, Cristian Rivera, Nancy Espinoza, José C. Martínez Soto Y Club Horizontes Nuevos Horizontes. | Alfredo Ordóñez, Cristian Rivera, Nancy Espinoza, José C. Martínez Soto. | Doble cumbre misma temporada. |
| Cotopaxi               | 6005 m   | 2020  | México / Uruguay       | Cumbre                | Sol Castro Serrano Marcos Palombo | Sol Castro Serrano Marcos Palombo | |
| Illiniza sur           | 5263 m   | 1972  | Mexicana               | Cumbre                | Vicente Hinojosa, Carlos López Gutierrez | Vicente Hinojosa, Carlos López Gutierrez | |
| Illiniza sur           | 5263 m   | 2020  | Uruguay                | Cumbre                | Marcos Palombo | Marcos Palombo | Ascenso en una jornada a cumbre de Iliniza sur e Iliniza norte                                                                         |
| Iliniza norte          | 5126 m   | 2020  | Mexicana / Uruguaya    | Cumbre                | Sol Castro Serrano Marcos Palombo | Sol Castro Serrano Marcos Palombo | Ascenso en una jornada a cumbre - Marcos Palombo - Iliniza Sur e Iliniza norte                                                         |
| Chacrarraju            | 6001 m   | 1980  | UNAM                   | Intento               | | | |
| Chacrarraju            | 6001 m   | 1993  |                        | Cumbre oeste          | | Luis Antonio Rodríguez Fernández, Juan Carlos Gavilanes Ruiz | Primera ascensión mexicana, primer ascenso latinoamericano.                                                                            |
| Chacrarraju            | 6001 m   | 1993  |                        | Cumbre este           | | Higinio Pintado Cortina, Juan José Venegas Mendoza | |
| Quitaraju              | 6100 m   | 1990  |                        | Cumbre Cara Norte     | | Juan Carlos Gavilanes Ruiz | |
| Taulliraju             | 5830 m   | 1993  |                        | Intento               | | Juan Carlos Gavilanes Ruiz | Ruta: italiana de Calcagno, se escaló (~7 largos) el espolón izquierdo de la cara SW a través del gran diedro AI 3-4 y WI 3 y 4, M5-6. |
| Sairecabur             | 6021 m   | 2013  | Club Alpino Mexicano   | Cumbre                | José María Martínez Soto, Ana María Espinoza Espinal | José María Martínez Soto, Ana María Espinoza Espinal | |

### Registro de ascenso en los Alpes
| Montaña | Altitud | Fecha | Expedición | Resultado | Integrantes | Integrantes en cumbre | Observaciones |
| ------- | ------- | ----- | ---------- | --------- | ----------- | --------------------- | ------------- |
|         |         |       |            |           |             |                       |               |
|         |         |       |            |           |             |                       |               |

### Registro de ascenso en los Himalayas
| Montaña       | Altitud | Fecha | Expedición        | Resultado           | Integrantes                                                                        | Integrantes en cumbre                   | Observaciones |
| ------------- | ------- | ----- | ----------------- | ------------------- | ---------------------------------------------------------------------------------- | --------------------------------------- | --- |
| Annapurna     | 8,091 m | 1995  | Eslovena          | Cumbre              |                                                                                    | Carlos Carsolio                         | |
| Annapurna     | 8,091 m | 2021  | Internacional     | Cumbre              |                                                                                    | Viridiana Álvarez                       | Primera mujer mexicana. |
| Broad Peak    | 8,045 m | 1994  | Alemana           | Cumbre              |                                                                                    | Carlos Carsolio                         | Nueva ruta en la cara oeste en solitario |
| Broad Peak    | 8,045 m | 2014  |                   | Cumbre              |                                                                                    | Badía Bonilla Mauricio E. López Ahumada | |
| Broad Peak    | 8,045 m | 2023  | Internacional     | Cumbre              |                                                                                    | Viridiana Álvarez                       | |
| Cho Oyu       | 8,210 m | 1994  | Alemana           | Cumbre              |                                                                                    | Carlos Carsolio                         | Récord mundial de velocidad Ascenso contra reloj (18:45 desde campamento base a 5,700 m)                                                        |
| Cho Oyu       | 8,210 m | 1996  |                   | Cumbre              |                                                                                    | Karla Wheelock                          | Primer ascensión latinoamericana femenina. Se realizó sin oxígeno suplementario                                                                 |
| Cho Oyu       | 8,210 m | 2000  |                   | Cumbre              |                                                                                    | Badía Bonilla Mauricio E. López Ahumada | |
| Cho Oyu       | 8,210 m | 2023  | Internacional     | Cumbre              |                                                                                    | Viridiana Álvarez                       | |
| Dhaulagiri    | 3357 m  | 1995  | Suiza             | Cumbre              |                                                                                    | Carlos Carsolio                         | Ruta en solitario desde 6200 m |
| Dhaulagiri    | 3357 m  | 2021  | Internacional     | Cumbre              |                                                                                    | Viridiana Álvarez                       | |
| Everest       | 8,848 m | 1989  | Estadounidense    | Cumbre              |                                                                                    | Ricardo Torres Nava                     | Primer ascenso mexicano |
| Everest       | 8,848 m | 1989  | Mexicana          | Cumbre              | Onishi, Yamamoto, Mitani, Lee Sak Woo                                              | Carlos Carsolio                         | Primer ascenso latinoamericano sin oxígeno suplementario                                                                                        |
| Everest       | 8,848 m | 1998  |                   | Cumbre              |                                                                                    | Karla Wheelock                          | |
| Everest       | 8,848 m | 1999  |                   | Cumbre              |                                                                                    | Elsa Ávila                              | |
| Everest       | 8,848 m | 1999  |                   | Cumbre              |                                                                                    | Karla Wheelock                          | Primer ascenso femenil latinoamericano por la ruta norte.                                                                                       |
| Everest       | 8,848 m | 2002  |                   | Cumbre              |                                                                                    | Badía Bonilla Mauricio E. López Ahumada | |
| Everest       | 8,848 m | 2002  |                   | Cumbre              |                                                                                    | María del Carmen Peña Monroy            | |
| Everest       | 8,848 m | 2013  |                   | Cumbre              |                                                                                    | David Liaño González (CAM)              | Doble cumbre en misma temporada |
| Everest       | 8,848 m | 2017  | Internacional     | Cumbre              |                                                                                    | Viridiana Álvarez                       | Líder de expedición. Récord del ascenso más rápido de las tres montañas más altas del mundo utilizando oxígeno suplementario (mujer).           |
| Gasherbrum I  | 8,080 m | 2023  | Internacional     | Cumbre              |                                                                                    | Viridiana Álvarez                       | |
| Gasherbrum II | 8,035 m | 1995  | Internacional     | Cumbre              |                                                                                    | Carlos Carsolio                         | Nueva ruta en solitario |
| Gasherbrum II | 8,035 m | 2006  |                   | Cumbre              |                                                                                    | Badía Bonilla Mauricio E. López Ahumada | Primera mujer latinoamericana. |
| Gasherbrum II | 8,035 m | 2023  | Internacional     | Cumbre              |                                                                                    | Viridiana Álvarez                       | |
| K2            | 8,611 m | 1982  | UNAM              | Intento hasta 7,840 |                                                                                    | ---                                     | |
| K2            | 8,611 m | 1993  | Eslovena          | Cumbre              |                                                                                    | Carlos Carsolio                         | |
| K2            | 8,611 m | 2018  | Internacional     | Cumbre              |                                                                                    | Viridiana Álvarez                       | Primera mujer latinoamericana. Récord del ascenso más rápido de las tres montañas más altas del mundo utilizando oxígeno suplementario (mujer). |
| Kanchengjunga | 8,420 m | 1980  | UNAM              | Cumbre              |                                                                                    | Hugo Saldaña, Alfonso Medina            | Integrantes en cumbre desaparecidos, testimonio de cumbre por sherpa                                                                            |
| Kanchengjunga | 8,420 m | 1992  | Mexicana / Polaca | Cumbre              | Wanda Rutkiewicz                                                                   | Carlos Carsolio                         | |
| Kanchengjunga | 8,420 m | 2019  | Internacional     | Cumbre              |                                                                                    | Viridiana Álvarez                       | Primera mujer mexicana. Récord del ascenso más rápido de las tres montañas más altas del mundo utilizando oxígeno suplementario (mujer).        |
| Lhotse        | 8,516 m | 1994  | Internacional     | Cumbre              |                                                                                    | Carlos Carsolio                         | Ascenso contra reloj (23:50 desde campamento base)                                                                                              |
| Lhotse        | 8,516 m | 2003  |                   | Cumbre              |                                                                                    | Badía Bonilla Mauricio E. López Ahumada | Primera mujer latinoamericana. |
| Lhotse        | 8,516 m | 2018  | Internacional     | Cumbre              |                                                                                    | Viridiana Álvarez                       | |
| Makalu        | 8,463 m | 1988  | Alemana           | Cumbre              |                                                                                    | Carlos Carsolio                         | Ruta en solitario a partir de 7,000 m |
| Makalu        | 8,463 m | 2004  |                   | Cumbre              |                                                                                    | Badía Bonilla Mauricio E. López Ahumada | Primera mujer latinoamericana. |
| Makalu        | 8,463 m | 2022  | Internacional     | Cumbre              |                                                                                    | Viridiana Álvarez                       | |
| Manaslu       | 8,163 m | 1996  | Internacinal      | Cumbre              |                                                                                    | Carlos Carsolio                         | Completa los 14 ochomiles |
| Manaslu       | 8,163 m | 2010  |                   | Cumbre              |                                                                                    | Badía Bonilla Mauricio E. López Ahumada | |
| Manaslu       | 8,163 m | 2015  | Internacional     | Cumbre              |                                                                                    | Viridiana Álvarez                       | No cima real |
| Manaslu       | 8,163 m | 2023  | Internacional     | Cumbre              |                                                                                    | Viridiana Álvarez                       | Completa los 14 ochomiles (cima real) |
| Nanga Parbat  | 8,125   | 1985  | Polaca            | Cumbre              | Jerzy Kukuczka, Z. Hienrich, S. Lobodzinski                                        | Carlos Carsolio                         | |
| Nanga Parbat  | 8,125   | 2023  | Internacional     | Cumbre              |                                                                                    | Viridiana Álvarez                       | |
| Shisha Pangma | 8,026 m | 1987  | Polaca            | Cumbre              | Ramiro Navarrete, Ryszard Warecki, Wanda Rutkiewicz, Jerzy Kukuczka y Artur Hajzer | Elsa Ávila Carlos Carsolio              | Primera mexicana. Primer mexicano. |
| Shisha Pangma | 8,026 m | 2002  | Internacional     | Cumbre              |                                                                                    | Badía Bonilla Mauricio E. López Ahumada | |
| Shisha Pangma | 8,026 m | 2023  | Internacional     | Cumbre              |                                                                                    | Viridiana Álvarez                       | |

### Registro de ascenso en Norteamérica
| Montaña            | Altitud | Fecha | Expedición              | Resultado | Integrantes | Integrantes en cumbre | Observaciones                                                                     |
| ------------------ | ------- | ----- | ----------------------- | --------- | --- | --- | --------------------------------------------------------------------------------- |
| Denali (Mackinley) | 6,190   | 1952  | Cruz Roja Mexicana      | Cumbre    | Cristóbal Abarca y Guillermo García; Eduardo de María y Campos, Eduardo San Vicente, Higinio Alvarado y Agustín Guerrero | Cristóbal Abarca y Guillermo García; Eduardo de María y Campos, Eduardo San Vicente, Higinio Alvarado y Agustín Guerrero                                                                           | Primera ascensión mexicana                                                        |
| Denali (Mackinley) | 6,190   | 2001  | Mexicana                | Cumbre    | Leonardo Torres, Alejandro Pérez, Emiliano Hurtado y Gustavo Montalvo | Leonardo Torres, Alejandro Pérez, Emiliano Hurtado y Gustavo Montalvo | Cumbre por la cara Oeste                                                          |
| Denali (Mackinley) | 6,190   | 2004  | Club Alpino Mexicano    | Cumbre    | Carlos Vallejo Gómez-Lamadrid | Carlos Vallejo Gómez-Lamadrid | Cumbre                                                                            |
| Denali (Mackinley) | 6,190   | 2024  | Internacional           | Cumbre    | Viridiana Álvarez Humberto Herrera Benjamin Lieber Juan Francisco Nuñez | Viridiana Álvarez Humberto Herrera Benjamin Lieber Juan Francisco Nuñez | Cumbre 2 de julio de 2024                                                         |
| Mount Whitney      | 4421    | 2025  | Club Alpino Mexicano BC | Cumbre    | Francisco "Legendario" Carrillo, Sergio Gutierrez, Samuel Arce, Angeles Rios, Anthony Soberanes, Marix Pedraza, Alejandro Vásquez Ornelas, Dr. Luis Javier Mateu Rivera, Rosendo Mederos Núñez, Rosario Corrales, Ariana Mendez. | Francisco "Legendario" Carrillo, Sergio Gutierrez, Samuel Arce, Angeles Rios, Anthony Soberanes, Marix Pedraza, Alejandro Vásquez Ornelas, Rosendo Mederos Núñez, Rosario Corrales, Ariana Mendez. | Mountaineers Route- 4ta Edición Invernal CAM BC, 1ra Edición CAM Elite: Halcones. |
| Mount Rainier      | 4392    | 1986  | Mexicana                | Cumbre    | Solitario | Juan Carlos Gavilanes Ruiz | Ascenso en solitario                                                              |
| Mount Rainier      | 4392    | 2011  | Club Alpino Mexicano    | Cumbre    | Salvador Delgadillo, Heriberto G. Martínez, David Méndez, Daniel Rivera y Regina González. | Daniel Rivera, Salvador Delgadillo y Regina González |                                                                                   |
| Witch Tower        | 2,403   | 1995  |                         | Cumbre    | | Juan Carlos Gavilanes Ruiz |                                                                                   |

### Descripción de expediciones
| Montaña     | Fecha | Integrantes                                                  | Crónica |
| ----------- | ----- | ------------------------------------------------------------ | --- |
| Chacrarraju | 1993  | Juan Carlos Gavilanes Ruiz, Luis Antonio Rodríguez Fernández | En estilo alpino, mediante la apertura de una variante que conecta la ruta americana (Bouchard-Meunier) de 1977 con la vía francesa (Desmaison et al.) de 1984. Junto con Luis Antonio Rodríguez Fernández. |

## Récords Guinness
Viridiana Álvarez Chávez obtuvo, en agosto del 2020, el título del Guinness World Records, por haber  escalado, en un año y 364 días (entre el 16 de mayo del 2017 y el 15 de mayo del 2019), las tres cimas más altas del planeta (el Monte Everest, el K2 y el Kangchenjunga, utilizando oxígeno suplementario.